# Szybowcowa Góra
Szybowcowa Góra (niem. Schieferberg, 561 m n.p.m.) – góra w Grzbiecie Małym Gór Kaczawskich. W części południowej jest zbudowana ze skał metamorficznych – łupków serycytowo-kwarcowych z grafitem, zieleńców i łupków zieleńcowych, należących do metamorfiku kaczawskiego oraz z górnopaleozoicznych skał wulkanicznych – porfirów. W części północnej zalegają na nich osady górnokredowe – margle ilaste, wapienie margliste oraz piaskowce. Osady te są częścią jednostki geologicznej zwanej rowem Wlenia. W 1924 wybudowano na górze szybowisko wykorzystujące znakomite warunki naturalne. Silne prądy wznoszące umożliwiają osiąganie pułapów do 10 000 m.